# 215886 Barryarnold
215886 Barryarnold è un asteroide della fascia principale. Scoperto nel 2005, presenta un'orbita caratterizzata da un semiasse maggiore pari a 2,3997482 UA e da un'eccentricità di 0,0927095, inclinata di 2,99925° rispetto all'eclittica.